# Línea de alta velocidad Zaragoza-Castejón-Pamplona/Logroño

Mapa de la línea, con las alternativas por Ezquioga-Ichaso y Vitoria

La Línea de Alta Velocidad Zaragoza-Castejón-Pamplona/Logroño es una línea de alta velocidad en proyecto que se extenderá entre Francia y las estaciones de Madrid y Logroño. Constituirá parte del Corredor Cantábrico-Mediterráneo del ferrocarril de alta velocidad de España.

## Desarrollo
La línea se puede dividir en tres tramos claramente diferenciados: el tramo entre Zaragoza y Castejón, y desde este punto un corredor navarro hasta Pamplona, y otro riojano hasta Logroño. De estos dos últimos, el navarro está actualmente en desarrollo gracias al impulso realizado por el Gobierno de Navarra para iniciar su construcción. El tramo riojano, sin embargo, se encuentra en fases muy iniciales de su desarrollo. Además, en Navarra se debería añadir un tramo más entre Pamplona y la Y-vasca para completar el eje del Corredor Cantábrico-Mediterráneo (añadido en la tabla siguiente). En La Rioja la línea continuaría a través de la L.A.V. Logroño-Miranda de Ebro.
El desarrollo del corredor navarro se ha visto impulsado por el Gobierno de Navarra, que en abril de 2010 firmó un Convenio de Colaboración con la Administración General del Estado y el Administrador de Infraestructuras Ferroviarias (ADIF) para su desarrollo.
Sin embargo, en mayo de 2013 el Consejero de Fomento del Gobierno de Navarra admite que solamente se ejecutarán los tramos entre Castejón y Campanas de la línea de Alta Velocidad navarra. Para conectar ese tramo de TAV plantean mejorar provisionalmente las vías actuales en los tramos Castejón - Zaragoza y Pamplona - Vitoria, adaptándolas al ancho europeo, mediante la implantación de un  tercer carril. No descarta realizar todo el Corredor Navarro en Alta Velocidad a largo plazo.

## Tramos
Los tramos en los que se divide el proyecto y su situación actual (a noviembre de 2023) son los siguientes:
| Tramo                                  | Subtramo                       | Kilómetros | Estado (fecha)                                                  | Plazo ejecución | Notas                                                               |
| -------------------------------------- | ------------------------------ | ---------- | --------------------------------------------------------------- | --------------- | ------------------------------------------------------------------- |
| Zaragoza – Plasencia de Jalón          | Zaragoza – Plasencia de Jalón  |            | Estudio informativo sometido a información pública (marzo 2023) | 1 mes           | Pendiente Estudio de impacto ambiental                              |
| Plasencia de Jalón – Boquiñeni         | Plasencia de Jalón – Boquiñeni | 23         | Estudio informativo sometido a información pública (marzo 2023) | 1 mes           | Pendiente Estudio de impacto ambiental                              |
| Boquiñeni – Tudela                     | Boquiñeni – Tudela             | 32         | Estudio informativo sometido a información pública (marzo 2023) | 1 mes           | Pendiente Estudio de impacto ambiental                              |
| Tudela - Castejón                      | Tudela - Castejón              | 20         | Estudio informativo sometido a información pública (marzo 2023) | 1 mes           | Pendiente Estudio de impacto ambiental                              |
| Castejón - Villafranca                 | Castejón - Cadreita            | 6,19       | Finalizado                                                      |                 | 15 de agosto de 2015                                                |
| Castejón - Villafranca                 | Cadreita - Villafranca         | 8,5        | Finalizado                                                      |                 | Marzo de 2014                                                       |
| Villafranca - Olite                    | Villafranca - Peralta          | 5          | Finalizado                                                      |                 | Agosto de 2023                                                      |
| Villafranca - Olite                    | Peralta - Olite                | 10,29      | Finalizado                                                      |                 | 3 de agosto de 2021                                                 |
| Olite - Tafalla                        | Olite - Tafalla Sur            | 7,6        | En obras (Primavera/2019)                                       | 42 meses        | Finalización prevista: finales de 2022 / principios de 2023         |
| Olite - Tafalla                        | Tafalla Sur - Tafalla          | 7,1        | En obras (Primavera/2019)                                       | 25 meses        | Finalización prevista: Primavera-Verano 2021                        |
| Tafalla - Campanas                     | Tafalla - Campanas             | 15         | En obras (Primavera/2024)                                       | 30 meses        | Finalización prevista: 2027                                         |
| Comarca de Pamplona: Campanas - Zuasti | Campanas - Esquíroz            | 11,3       | Pendiente estudio informativo                                   |                 | Eliminación bucle ferroviario Pamplona                              |
| Comarca de Pamplona: Campanas - Zuasti | Esquíroz - Zuasti              | 12,5       | Pendiente estudio informativo                                   |                 | Eliminación bucle ferroviario Pamplona y nueva estación de Pamplona |
| Zuasti - Y-vasca                       | Zuasti - Y-vasca               |            | Estudio informativo sometido a información pública (enero 2018) |                 | Proyecto paralizado pendiente de elección de alternativa            |
| Castejón - Aldeanueva de Ebro          | Castejón - Aldeanueva de Ebro  | 19         | En estudio de impacto ambiental                                 |                 |                                                                     |
| Aldeanueva de Ebro - Lodosa            | Aldeanueva de Ebro - Lodosa    | 19         | En estudio de impacto ambiental                                 |                 |                                                                     |
| Lodosa - Agoncillo                     | Lodosa - Agoncillo             | 19         | En estudio de impacto ambiental                                 |                 |                                                                     |
| Agoncillo - Logroño                    | Agoncillo - Logroño            | 14         | En estudio de impacto ambiental                                 |                 |                                                                     |

## Polémica
Al igual que en el caso de la Y vasca, en Navarra también se ha organizado un  movimiento social de oposición a la implantación de nuevas vías de Alta Velocidad. Las motivaciones para esta oposición van desde las cuestiones medioambientales, hasta las consideraciones relativas al coste de la infraestructura y la necesidad de su construcción.
Entre las actuaciones realizadas por la oposición al TAV, cabe destacar las diversas  demandas judiciales impulsadas por la Fundación Sustrai Erakuntza. La sentencia de una de estas demandas, emitida por el Tribunal Superior de Justicia de Madrid en julio de 2013, declara caducadas y nulas las Declaraciones de Impacto Ambiental (DIA) del TAV navarro. Ello implica la necesidad de reiniciar el proceso para su aprobación, y la nulidad de todas las actuaciones emprendidas hasta ahora.
En septiembre de 2013 el Consejero de Fomento anuncia que la Administración del Estado ha recurrido la sentencia de las DIAs, por lo que las obras pueden continuar en la Ribera. Sin embargo, la DIA del tramo de la Comarca de Pamplona se da por caducada, por lo que el Consejero solicita al Ministerio de Fomento que el nuevo proyecto se remita al órgano ambiental competente para que se reinicie su tramitación.